# 暴力
| 沒有數據  | 小於200   |
| 200-400   | 400-600   |
| 600-800   | 800-1000  |
| 1000-1200 | 1200-1400 |
| 1400-1600 | 1600-1800 |
| 1800-2000 | 2000-3000 |
| 超過3000  |           |

聯合國在2002年統計因暴力而導致死亡的數字，每單位為10萬人。

暴力（英語：violence）指基於故意侵犯或傷害他人的心理，而使用激烈且富有强制性力量之行為，包括有形物理或無形心理。
暴力一般可被區分為「直接暴力」、「結構性暴力」和「文化暴力」。直接暴力意指直接造成肉體或心理傷害的作為，是中斷或限制滿足人類基本需求如生存、幸福、認同、自由的一種顯然可見的暴力；結構性暴力是一種寄生於結構，即是由於政治、經濟、社會體制所形成權力與資源分配的不平等而產生的隱性暴力，這種暴力可導致某些人的生存或基本需求間接地遭受威脅；文化暴力也可以被理解為文化霸權，這種暴力依靠對文化、教育、以及媒體上的控制，主導意義的詮釋權以規範是非對錯。此外，因為某些存在於文化體系中的元素會將直接暴力和結構性暴力合理化與合法化，故文化暴力亦被指是直接暴力與結構性暴力的生成源頭。

## 最初原理
人类自古以來，为了生存，常透過暴力手段由自然界掠取生活必需品。在社会发展阶段，被压迫阶级通常以暴力手段推翻统治阶级。被压迫阶级在长期的压迫下，使得在经济、文化等方面处于劣势，但因人多，所以暴力成为推动社会进步的利器。列宁即認為「暴力是革命的火车头」。

## 马克思主义观点
暴力往往要依赖于身体、技术、设备及武器等，工具的先进与否决定了暴力的效果。暴力是一种人与物的关系，施行暴力者总是要将他人压制在物的状态或者彻底消灭。基本上，對於暴力的行為，在法律上是不予鼓勵，並且通常是禁止的，但是若能提出證據證明暴力手段的使用是出於正當防衛的目的，則通常刑責會被減免。
如果一个国家对权力的行使依赖于暴力手段，往往使政权不能稳固，成为僭主暴政。

## 国际法观点
國與國之間的戰爭通常被認為是一種嚴重的暴力行為，因此發動戰爭，在現代社會，是一種犯罪行為，違背國際法發動戰爭者會遭到國際的譴責與制裁，更甚者，其國家會遭到聯合國派遣部隊攻擊，統治者會被送往國際法庭接受審判，除了在聯合國的首肯下，「為國際秩序所發動者」除外。

## 人際暴力
人際暴力主要可以分為兩類：第一種是家庭暴力以及親密伴侶暴力，是發生在家庭成員之間以及親密伴侶之間之暴力，多半是發生在家中，但也有例外的情形。另外一種是社區暴力，是指和沒有親屬關係的人所發生的暴力行為，雙方可能認識，也可能不認識，一般是發生在家庭以外的場所。第一種暴力包括了家庭中的虐待兒童、虐待老人、對親密伴侶的暴力，也包括父母管教子女時失當而出現的暴力行為。第二種暴力則包括了青少年暴力、隨機的暴力行為、對陌生人强奸或性侵犯、在學校、職場、監獄或是醫療機構等場所的暴力。若暴力是出現在家庭之中，會造成父母及子母心理層面的影響，也會影響其短期及長期的關係。

## 暴力傾向
有暴力傾向者遇事時，傾向以暴力來解決問題，有此人生觀可能是緣於他們的家庭成長環境、人生經歷、朋黨互相遊說及影響等。兒童早期出現的行為問題，譬如說在家庭中遭遇嚴厲體罰和虐待、父母疏忽正確監理、目睹家庭暴力、結交損友等人際關係因素，容易在進入青春期時發展成為暴力傾向，甚至延續到成年期。一個人如果處於以暴力解決問題的家庭和社會，同時接觸到酒精、毒品和武器的影響，也容易傾向以暴力解決矛盾。
有部分觀點指受到虛構的電影、電玩等影響，會產生條件反射的思維方法，增加現實的攻擊行為。從前的暴力行為令他們獲得人際關係的優勢，感覺對方害怕、退讓、敬畏，從中獲得優越的成就，因此強化了犯事者的暴力傾向之持續及升級。
暴力倾向往往被认为是情绪商数低的表现，但两者并无直接关系，暴力倾向的人不一定因为冲动才使用暴力，只是更常使用暴力作为解决方法，或者喜爱使用暴力来作为舒缓压力的方式。暴力倾向不一定是施虐癖，後者是在对象处於痛苦状态时获得愉悦，而前者比较着重於使用暴力这行为本身，对於对象的感受不一定感兴趣。

### 性別差異
在男女間各種行為差異中，身體攻擊傾向是最大的差異之一。 不分性別的兒童之身體攻擊傾向在兩到四歲間達頂峰，但隨後開始分化，因為女孩比男孩更快地學會壓制這種公開的行為（並轉而改以更微妙的關係暴力）。 在青春期，身體攻擊和暴力的性別差異很大。 對齧齒動物的研究表明，攻擊和粗暴玩耍傾向的性別差異是由杏仁核介導，杏仁核在雄性中的體積因產前睪酮而增加。 然而，將該模型擴充套件到人類的嘗試顯示了有限的成功。 侵略和同理心是相互競爭的衝動，涉及許多相同的皮質邊緣迴路，並對社會因素和早期逆境高度敏感。 學習，或神經可塑性，既是減少男性攻擊傾向和暴力的主要原因，也是關鍵干預措施。
有害的男子氣概（以憤怒、控制和堅強等為特徵）等相關概念，包括對於男性情緒表達的阻礙（如否定其對於自身情緒的感受與覺察，尤其是那些讓其顯得「軟弱」的情緒和有關行為，如懼怕、悲傷、憐憫、哭泣等，還有對於人際關係豐富的情緒表現，尤其是對於母親的依戀表現），導致男性易於藉由憤怒、攻擊、恐嚇、辱罵或身體暴力等應對其所認知到之明顯阻礙或挫敗，並試圖由此重新獲得權力感或控制感，因而被認為與促進男性暴力傾向有顯著關聯。因為情緒沒有以健康的方式被表達出來，它們透過其他形式被釋放；除了外化（例如透過對自身以外之實體世界之毀壞行為宣洩情緒之表現），也包括將責任歸咎於外界，或透過毒品、酒精、色情等成癮來填補（情緒表達缺乏所致之）情感匱乏而產生之孤獨感。
許多男性缺乏對自我和他人情緒感知之能力，使其無法仔細了解自身情感世界及實際行動如何涉及和影響自己和他人。當這種情緒意識的缺乏與認為暴力可以解決問題或滿足願望等之信念相結合時，以及在承受較大壓力之情況時，可能會導致暴力甚至致命之結果。
性別生理構造與運作機制差異所致之生理因素，也被推測可能在與性別關聯之暴力傾向中扮演有一定影響力之角色。
男性較女性更易患得與暴力傾向密切相關之反社會人格障礙，研究表明存在一系列複雜的遺傳和環境相互作用。

## 相关
- 蠻野
- 攻擊

## 參看
- 戰爭
- 权威
- 武力
- 情緒霸凌
- 暴力傾向